# Slaveri i Fördragsstaterna

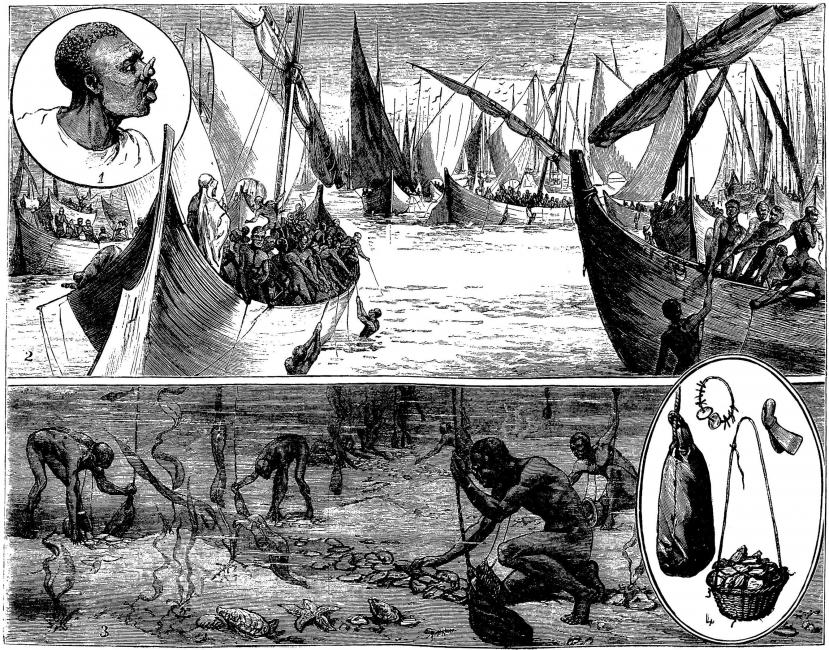
Pärlfiske i Persiska viken 1881. Dåtidens pärlfiske utfördes främst av slavarbetare.

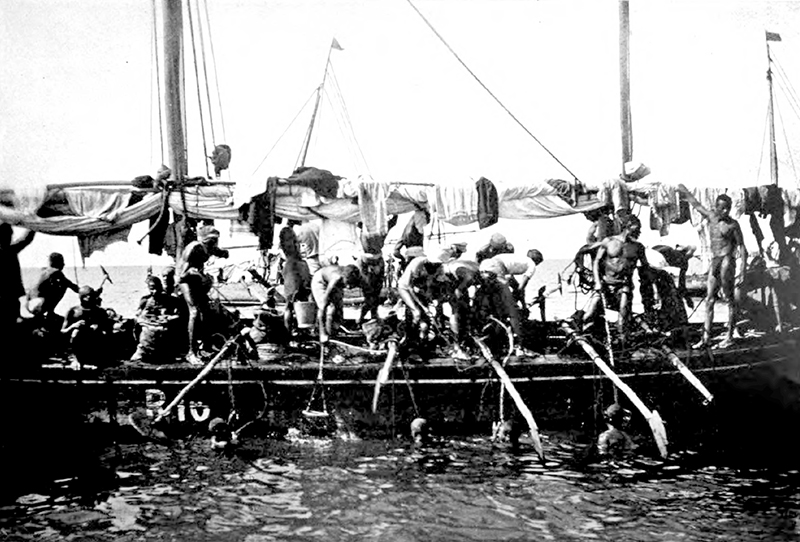
Pärlfiskare i Persiska viken. Dåtidens pärlfiske utfördes främst av slavarbetare.

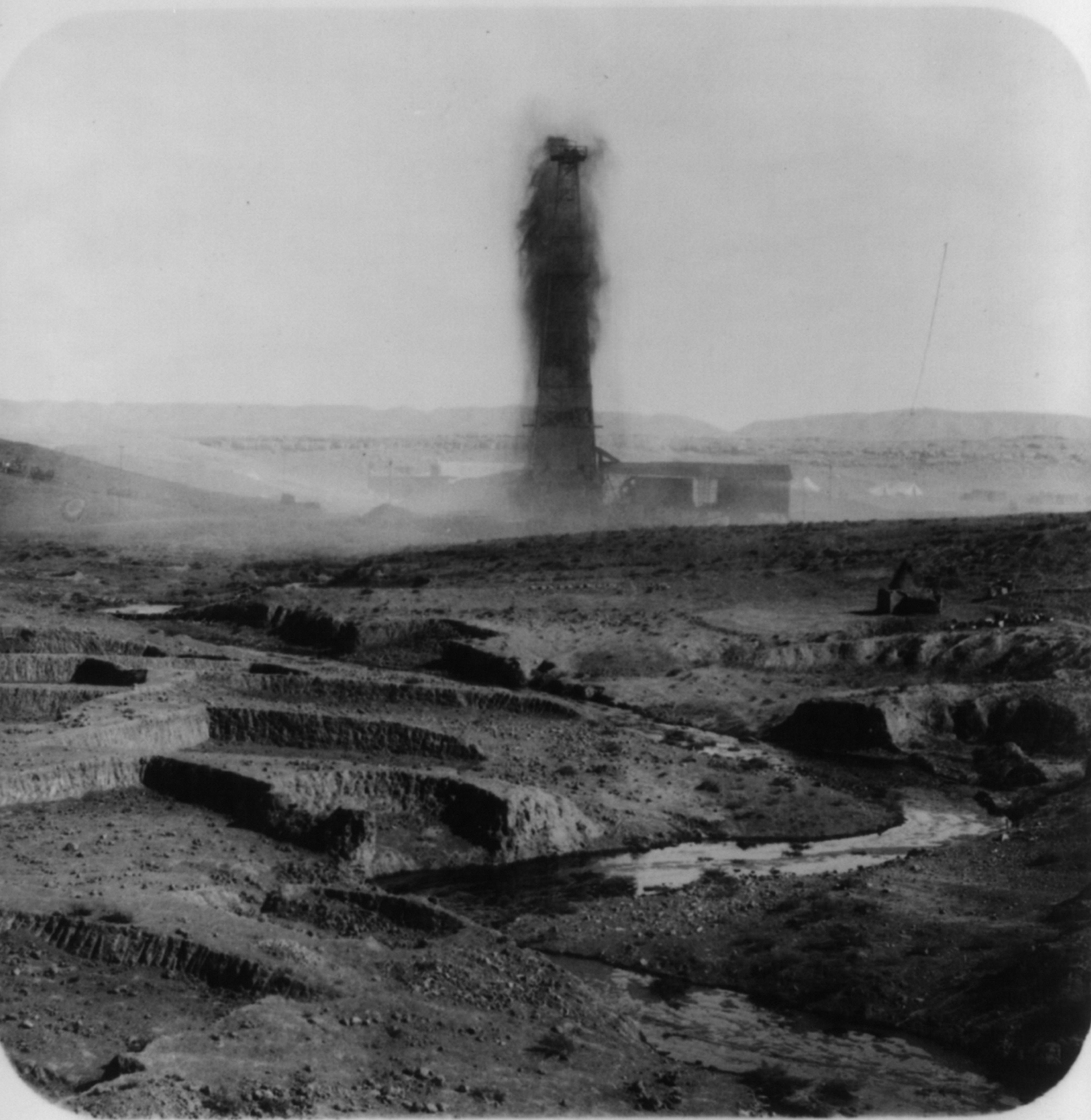
Oljekällor 1932. British Foreign Office uppmanade förgäves Iraq Petroleum Company att inte använda slavarbetare i Persiska viken.

Slaveri förekom i Förenade Arabemiratens föregångare som stat, Fördragsstaterna, under hela dess historia. Slavarbetare användes i pärlindustrin och därefter i oljeindustrin helt fram till under 1950-talet. 
De inhemska härskarna undertecknade ett gemensamt avtal där de uttryckte sin vilja att i framtiden avskaffa slaveriet 1963, och när Fördragsstaterna blev Förenade Arabemiraten och en del av FN 1971 accepterade de FN:s deklaration om mänskliga rättigheterna, som förbjöd slaveri. Båda dess årtal har därefter ibland nämnt som åren när slaveriet avskaffades, men 1963 års avtal handlade bara om en överenskommelse om att i framtiden förbjuda slaveriet, inte om ett förbud; och accepterandet av FN:s deklaration 1971 innebar inte en faktiskt skyldighet att åtlyda denna, vilket gjorde lagstiftningen om slaveri oklar. 
Gulfstaterna, vilka bestod av schejkdömena Bahrain, Qatar, Abu Dhabi, Ras al-Khayma, Dubai, Sharja, Umm al-Qaywayn, Fujayra, och Ajman, befann sig under brittisk beskydd i form av Fördragsstaterna mellan 1892 och 1971, då de blev självständiga, varav dessa, förutom Bahrain och Qatar, bildade Förenade Arabemiraten. Kuwait befann sig under samma tid även det under brittiskt beskydd men ingick inte i Fördragsstaterna utan utgjorde ett eget protektorat 1899-1961. Många 
afroemiratier härstammar från de slavar som transporterades till området under slavtiden. 

## Historik
Bahrain och Kuwait beskrevs som utländska stater under brittiskt beskydd, och Qatar, Abu Dhabi, Dubai och övriga beskrevs som autonoma. Kontakterna mellan dessa stater och Storbritannien sköttes av India Office och deras utrikespolitik av Foreign Office, men den brittiska kontrollen över Gulfstaternas inre angelägenheter var bristfällig. India Office lade sig inte i inre affärer utan nöjde sig med att skydda brittiska medborgare, upprätthålla en hjälplig fred mellan härskarna och inför NF framställa det som att Gulfstaterna åtlydde samma internationella avtal som britterna. Britterna bekämpade slaveriet i enlighet med 1926 Slavery Convention. De var medvetna om att det pågick slavhandel i Gulfstaterna, men ansåg sig inte kunna ingripa mot den och strävade därför främst för att se till att denna inte blev internationellt uppmärksammad.
Både 1932 och 1935 vägrade britterna att ingripa mot slaveriet i Gulfstaterna i rädsla att detta skulle äventyra deras nominella överhöghet i området, och försökte motarbeta internationella insyn i den slavhandel som pågick i området för att slippa ingripa mot den.  
1935 meddelade britterna Advisory Committee of Experts on Slavery att samtliga Gulfstater utom Kuwait hade förbjudit slavhandeln i avtal med britterna, men vägrade tillåta internationell insyn eftersom det i själva verket pågick en intensiv slavhandel i Gulfstaterna, där slavar användes i pärlfiskeindustrin och uppges ha blivit ovanligt hårt behandlade.
1936 uppgav britterna inför Advisory Committee of Experts on Slavery i NF att Gulfstaterna bara meddelade sig internationellt genom britterna. Rapporten påstod att slavhandeln upphört i Kuwait och Barhain; att det förekom en blygsam slavhandel från Baluchistan och Saudiarabien till Oman och Qatar, men att de slavar som ville kunna söka asyl hos brittiska agenten i Sharjah.  I verkligheten bedöms de brittiska rapporterna ha varit långt ifrån sanningsenliga.   Flera planer framlades om att ingripa mot slavhandeln, men ingen bedömdes genomförbar.  1940 rapporterades att en stor del av slavarna som skeppades över persiska gulfen var från Baluchistan, och hade sålt sig och sina barn själva för att undslippa svälten i hemlandet.  Baluchiska flickor skeppades 1943 via Gulfstaterna till Mecka där de såldes som konkubiner för 350-450$, sedan vita flickor inte längre gick att få tag på.

### Avskaffande
Sedan Indien år 1947 blivit självständigt tog Brittiska Foreign Office för första gången en påtaglig kontroll över Gulfstaterna och kom i position att på allvar ingripa mot slaveriet, särskilt som en större internationell närvaro i Gulfstaterna drog en större uppmärksamhet till dem. 
FN förklarade slaveri som ett brott mot de mänskliga rättigheterna i FN:s deklaration om de mänskliga rättigheterna 1948. Anti-Slavery Society påpekade att det fanns en miljon slavar i Arabvärlden, vilket var ett brott både mot FN:s deklaration och  1926 Slavery Convention, och krävde en kommitté i FN. 
FN bildade därför Ad Hoc Committee on Slavery, som företog en internationell undersökning som resulterade i Supplementary Convention on the Abolition of Slavery. 
FN:s Ad Hoc Committee on Slavery inkluderade information om slaveriet i Fördragsstaterna i sin slutrapport 1951. 
Britterna uppmanade 1952 härskarna i Fördragsstaterna att följa Qatars exempel och avskaffa slaveriet 1952. De fick svaret att slaveriet var lagligt enligt islam och att det inte fanns pengar att kompensera slavägarna. 1958 uppmanade britterna härskarna i Fördragsstaterna att godkänna och rätta sig efter Supplementary Convention on the Abolition of Slavery. År 1963 uppgav härskarna i Fördragsstaterna för britterna att de hade undertecknat en överenskommelse att godkänna Supplementary Convention on the Abolition of Slavery från 1956; detta har ibland beskrivits som avskaffande av slaveriet, men det var enbart en överenskommelse om att göra de i framtiden, inte själva avskaffandet, och britterna kunde inte bekräfta att de faktiskt hade signerat och utfärdat en sådan lag.
Den 2 december 1971 blev Fördragsstaterna självständigt under namnet Förenade Arabemiraten. De gick därefter med i FN och accepterade därmed FN:s deklaration om de mänskliga rättigheterna, som förbjöd slaveri. Detta har ibland beskrivits som avskaffande av slaveriet i Förenade Arabemiraten, men FN:s deklaration är inte en obligatorisk lag och den lagliga situationen om slaveri i Förenade Arabemiraten blev därför oklar.
Efter självständigheten anställdes fattiga migrantarbetare för samma typer av arbeten enligt Kafala-systemet, som har kritiserats för att vara en modern form av slaveri.